# Acer dedyle
Acer dedyle é uma espécie de árvore do gênero Acer, pertencente à família Aceraceae.